# Het vergeetboekje
Tom Poes en het vergeetboekje (in boekuitgaven/spraakgebruik verkort tot Het vergeetboekje) is een verhaal uit de Bommelsaga, geschreven en getekend door Marten Toonder. Het verhaal verscheen voor het eerst op 8 maart 1976 en liep tot 25 juni van dat jaar. Thema: De magie van het vergeten.